# Basel-Landschaft
Kanton Basel-Landschaft koji njegovi stanovnici kolokvijalno na njemačkom zovu Baselland  ili Baselbiet  je jedan od 26 švicarskih kantona na sjeverozapadu zemlje. Po površini je jedan od srednjih kantona, koji se prostire po gornjem toku rijeke Rajne.
Glavni i najveći grad kantona je Liestal.

## Vanjske poveznice
- Službena stranica kantona Basel-Landschaft (njem.)